# آيت وافاياض (إدا وكنضيف)
آيت وافاياض هي إحدى مشيخات المملكة المغربية، تتبع جغرافيا لإقليم شتوكة آيت باها وإداريًا لإدا وكنضيف. يقدر عدد سكانها بـ 1296 نسمة حسب الإحصاء الرسمي للسكان والسكنى لسنة 2004.